# Середньо-Руднянська сільська рада
Середньо-Руднянська сільська рада (Середнє-Руднянська сільська рада, Середньоруднянська сільська рада) — колишня адміністративно-територіальна одиниця та орган місцевого самоврядування у Словечанському районі Коростенської і Волинської округ, Київської та Житомирської областей Української РСР з адміністративним центром у селі Середня Рудня.

## Населені пункти
Сільській раді на час ліквідації були підпорядковані населені пункти:
- с. Верхня Рудня;
- с. Нижня Рудня;
- с. Середня Рудня.

## Населення
Кількість населення ради, станом на 1923 рік, становила 1 160 осіб, кількість дворів — 232.

## Історія та адміністративний устрій
Створена 1923 року в складі сіл Верхня Рудня, Нижня Рудня та Середня Рудня Покалівської волості Овруцького повіту Волинської губернії. 7 березня 1923 року увійшла до складу новоствореного Словечанського району Коростенської округи. Станом на 17 грудня 1926 року в підпорядкуванні ради значилися хутори Дубище та Острів, які, на 1 жовтня 1941 року не перебували на обліку населених пунктів.
Станом на 1 вересня 1946 року сільська рада входила до складу Словечанського району Житомирської області, на обліку в раді перебували села Верхня Рудня, Нижня Рудня та Середня Рудня.
Ліквідована 11 серпня 1954 року, відповідно до указу Президії Верховної ради Української РСР «Про укрупнення сільських рад по Житомирській області», територію та населені пункти ради приєднано до складу Заболотської сільської ради Словечанського району.